# Werther's Original
Werther's Original è un marchio di dolci al caramello dell'azienda tedesca August Storck inaugurato nel 1969. Il marchio prende il nome dalla città di Werther, nella Renania Settentrionale-Vestfalia, dove l'azienda venne fondata.